# Подведомственные органы правительства СССР

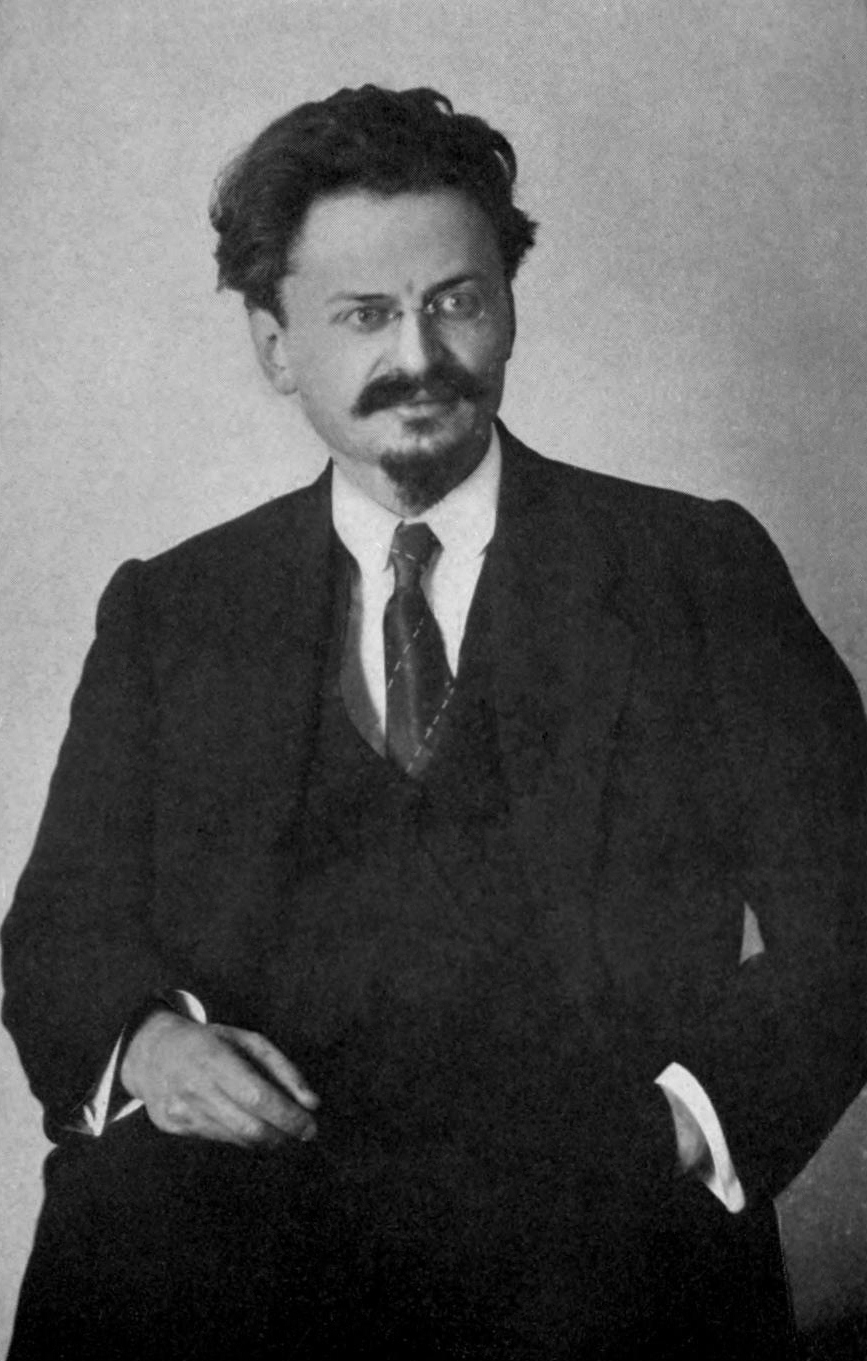
Л. Д. Троцкий, председатель Главного концессионного комитета при Совете народных комиссаров СССР (1925—1927)

Подве́домственные о́рганы прави́тельства СССР — центральные органы государственного управления, находившиеся в непосредственном подчинении советского правительства в период с 1922 по 1991 годы.
Правительство СССР обладало конституционным правом создавать, реорганизовывать и упразднять учреждения, необходимые для осуществления функций, возложенных на правительство конституцией страны и другими законами, регулировавшими деятельность советского правительства. Эти учреждения в официальных документах именовались «подведомственными органами» советского правительства. В отличие от руководителей независимых центральных органов государственного управления — наркомов, министров и председателей государственных комитетов и агентств — руководители подведомственных правительству СССР органов находились в его прямом подчинении, и их назначение и освобождение от должности осуществлялось правительством без согласования с ЦИК/Верховным Советом СССР.

## Виды ведомств при правительстве СССР и их назначение
В разные периоды деятельности правительства СССР, при нем действовали следующие учреждения:
- агентства
- бюро
- инспекции
- комиссии
- комитеты
- управления

### Бюро
С 1944 года при Совете народных комиссаров СССР функционировало бюро по управлению обширной сетью подведомственных органов советского правительства. На его основе в марте 1953 года был образован Президиум Совета министров СССР.

### Комиссии
При Правительстве СССР действовали постоянные и временные комиссии. Задачи, функции и порядок деятельности комиссий устанавливало правительство. Комиссию возглавлял, как правило, чиновник в ранге заместителя главы советского правительства, и решения комиссий являлись обязательными для исполнения всеми министерствами, ведомствами Союза ССР и союзных республик, организациями, предприятиями и учреждениями страны.
Временные комиссии создавались для подготовки предложений для рассмотрения на заседаниях союзного правительства, разработки проектов его решений и рассмотрения разногласий по проектам решений, а также для выполнения отдельных поручений правительства и его президиума.
Для руководства крупными межотраслевыми комплексами, при правительстве создавались постоянные комиссии, в состав которых входили министры, председатели государственных комитетов, руководители других ведомств, представители Комитета народного контроля СССР, ВЦСПС, ЦК ВЛКСМ, ученые. Постоянные комиссии осуществляли разработку единой научно-технической политики, координацию деятельности министерств и ведомств, входящих в тот или иной комплекс; контроль за выполнением ими решений и заданий Правительства СССР; предварительное рассмотрение подготавливаемых Госпланом СССР проектов годовых, перспективных планов развития комплекса и его отраслей; подготовку по заданиям правительства предложений по вопросам дальнейшего развития комплекса.
В системе государственного управления СССР, постоянные комиссии должны были решать проблему ведомственной разобщенности. Однако за редким исключением, эффективность работы комиссий в области межведомственного управления была низкой — по основным направлениям деятельности, комиссии фактически дублировали союзные органы государственного управления (министерства и госкомитеты), при этом не располагая ресурсами и собственными органами на местах, что не позволяло комиссиям оказывать существенное влияние на практическую реализацию своих решений и противостоять ведомственным интересам.

### Комитеты
Комитеты при Правительстве СССР не следует путать с государственными комитетами. Последние являлись самостоятельными центральными органами государственной власти, а их председатели назначались  Верховным Советом СССР и входили в Правительство СССР наравне с министрами. В отличие от госкомитетов, комитеты при Правительстве СССР находились на ступень ниже советского правительства, которое могло самостоятельно, без одобрения Верховного Совета СССР, учреждать, реорганизовывать и ликвидировать комитеты, а также назначать и освобождать от должности их руководителей.

### Советы
Совет по делам Русской православной церкви (1943—1965)

### Управления
Право союзного правительства создавать подчиненные ему главные управления (сокращенно «главки») было закреплено в Конституции СССР. Назначение управлений при правительстве менялось в разные периоды истории СССР — от управления в области «хозяйственного, культурного и оборонного строительства» до руководства крупными межотраслевыми комплексами и группами однородных отраслей народного хозяйства страны. Статус управлений менялся в зависимости от возлагаемых на них функций. Вначале управления были отраслевыми, а в 1970-е годы стали появляться межотраслевые.

## Алфавитный список ведомств при правительстве СССР
В этом разделе представлен список учреждений, подведомственных правительству СССР в разные годы его деятельности. Наименования учреждений в списке приведены в упрощенном виде, без указания официального наименования конкретного советского правительства, в подчинении которого находилось данное учреждение. В круглых скобках приведены официальная аббревиатура наименования учреждения, после запятой — годы его существования под данным наименованием.
| Официальные наименования подведомственных органов Правительства СССР в разные годы | Официальные наименования подведомственных органов Правительства СССР в разные годы |
| ---------------------------------------------------------------------------------- | ---------------------------------------------------------------------------------- |
| {наименование органа} при Совете народных комиссаров СССР                          | 1923—1946 годы                                                                     |
| {наименование органа} при Совете Министров СССР                                    | 1946—1991 годы                                                                     |
| {наименование органа} при Кабинете Министров СССР                                  | 1991 год                                                                           |

### Агентства
- Телеграфное агентство Советского Союза (ТАСС, 1925[4]—1992)

### Бюро
- Бюро для повседневного руководства подведомственными учреждениями и организациями (1944 — март 1953[5])
- Бюро по машиностроению
- Бюро по социальному развитию
- Бюро по химико-лесному комплексу

### Инспекции
- Государственная инспекция по ценным бумагам

### Комиссии
- Административно-финансовая комиссия (1923—1926)
- Государственная внешнеэкономическая комиссия
- Государственная военно-промышленная комиссия (1991)
- Государственная комиссия по перспективному планированию народного хозяйства (1955—1957)
- Государственная комиссия по продовольствию и закупкам
- Государственная комиссия по экономической реформе
- Государственная плановая комиссия (1931—1948)
- Государственная топливно-энергетическая комиссия (1991)
- Государственная экономическая комиссия по текущему планированию народного хозяйства (1955—1957)
- Комиссия по вопросам агропромышленного комплекса
- Комиссия по военно-промышленным вопросам (1957—1991)
- Комиссия зарплаты и цен (1948—1953)
- Комиссия по вопросам развития Западно-Сибирского нефтегазового комплекса
- Комиссия государственного контроля (1961—1962)
- Комиссия обороны (?—1937)
- Комиссия по охране окружающей среды и рациональному использованию природных ресурсов
- Комиссия по оперативным вопросам
- Комиссия советского контроля (11 февраля 1934 — 6 сентября 1940 года; 1957—1961)
- Комиссия содействия ученым (1931—1937)

### Комитеты
- Валютный комитет (1936—1937)
- Всесоюзный комитет по делам высшей школы (21 мая 1936 — 10 апреля 1946)[6]
- Всесоюзный переселенческий комитет (1924—1930)
- Всесоюзный комитет по радиофикации и радиовещанию (1933—1949)
- Всесоюзный комитет по делам физкультуры и спорта
- Гидрометеорологический комитет
- Ирригационный комитет (17 августа 1926 — 6 мая 1927)
- Главный концессионный комитет (1923—1937)
- Комитет по делам архитектуры
- Комитет государственной безопасности (КГБ, 1954—1978)[1]
- Комитет по восстановлению хозяйства в районах, освобожденных от немецкой оккупации (21 августа 1943 — 2 мая 1944)
- Комитет по делам геологии
- Комитет информации (1947—1949)[7]
- Комитет по культурным связям с зарубежными странами (4 марта 1957 — 24 ноября 1967)
- Комитет по делам строительства
- Комитет заготовок
- Комитет по заготовкам сельскохозяйственных продуктов
- Комитет по делам искусств (17 января 1936 — 15 марта 1953)[8]
- Комитет по делам кинематографии (29 января 1929 — 13 февраля 1930)[9]
- Комитет обороны (1937—1941)
- Комитет партийно-государственного контроля (1962—1965)
- Комитет промысловой кооперации и кустарной промышленности (1930—?)
- Комитет разгрузки (25 декабря 1941 — 12 мая 1942)
- Комитет по учету и распределению рабочей силы (30 июня 1941 — ? мая 1946)
- Комитет по делам ветеранов и инвалидов
- Комитет по информатизации
- Комитет по делам молодежи
- Комитет по делам семьи и женщин
- Комитет по охране и реставрации памятников истории и культуры
- Комитет содействия малым предприятиям и предпринимательству
- Особый комитет (1945—1947)
- Финансовый комитет (1922—1923)

### Советы
- Высший совет народного хозяйства СССР (ВСНХ СССР) (1963—65)
- Государственный совет по экономической реформе (1991)
- Совет Труда и Обороны (1923—37)
- Совет по машиностроению
- Совет по делам русской православной церкви (1943—65)
- Совет по делам религиозных культов (1944—65)
- Совет по делам религий (1965—91)
- Совет по эвакуации
- Экономический совет

### Управления
Главные управления
- Главное архивное управление (Главархив)
- Главное управление по внешним экономическим связям (1955—1957)
- Главное управление геодезии и картографии (ГУГК)
- Главное управление государственных материальных резервов[10]
- Главное управление гражданского воздушного флота
- Главное управление драгоценных металлов и алмазов
- Главное управление кинофотопромышленности (1933—1936)
- Главное управление лесоохраны и лесонасаждений (2 июля 1936 года — ?)
- Главное управление по охране военных и государственных тайн в печати (Главлит, 1953—1963)
- Главное управление по охране государственных тайн в печати (Главлит, 1966 — август 1990)
- Главное управление по охране государственных тайн в печати и других средствах массовой информации (ГУОТ, август 1990 — январь 1991)
- Главное управление по охране государственных тайн (январь — апрель 1991)
- Главное управление Северного морского пути
- Главное управление государственного таможенного контроля
- Главное управление трудовых резервов
- Главное управление по иностранному туризму
- Первое главное управление
- Второе главное управление[11]
- Третье главное управление

Управления
- Объединенное государственное политическое управление СССР (ОГПУ, 18 сентября 1923 — 10 июля 1934)[12]
- Управление уполномоченного Совета народных комиссаров СССР по охране военных и государственных тайн в печати (1933—1946)
- Управление уполномоченного Совета министров СССР по охране военных и государственных тайн в печати (1946—1953)
- Центральное статистическое управление (ЦСУ, 1923—1926; 1948—1987)

### Прочие органы
- Академия народного хозяйства (1977—1991)
- Всесоюзное объединение «Союзсельхозтехника» (1961 — 5 июля 1978)[13]
- Государственный банк СССР (1923—1991)
- Телеграфное агентство Советского Союза (ТАСС, 1972[14]—январь 1992)

## Хронологический список ведомств при правительстве СССР

### Совет народных комиссаров РСФСР (1922—1923)
Совет народных комиссаров РСФСР по поручению ЦИК СССР временно исполнял обязанности правительства СССР в период между образованием СССР и формированием Совета народных комиссаров СССР. В списке приведены ведомства Совета народных комиссаров РСФСР, действовавшие в период с 30 декабря 1922 года по 6 июля 1923 года.

### Совет народных комиссаров СССР (1923—1946)
Комиссии
- Административно-финансовая комиссия (1923—1926)
- Государственная плановая комиссия (1931—1946)
- Комиссия обороны (?—1937)
- Комиссия советского контроля (11 февраля 1934 — 6 сентября 1940 года)
- Комиссия содействия ученым (1931—1937)

Комитеты
- Валютный комитет (1936—1937)
- Всесоюзный комитет по делам высшей школы (21 мая 1936 — 10 апреля 1946)[6]
- Всесоюзный переселенческий комитет (1924—1930)
- Всесоюзный комитет по радиофикации и радиовещанию (1933—1949)
- Всесоюзный комитет по делам физкультуры и спорта
- Гидрометеорологический комитет
- Ирригационный комитет (17 августа 1926 — 6 мая 1927)
- Главный концессионный комитет (1923—1937)
- Комитет по делам архитектуры
- Комитет по восстановлению хозяйства в районах, освобожденных от немецкой оккупации (21 августа 1943 — 2 мая 1944)
- Комитет по делам геологии
- Комитет по делам строительства
- Комитет заготовок
- Комитет по заготовкам сельскохозяйственных продуктов
- Комитет по делам искусств (17 января 1936 — 15 марта 1953)[15]
- Комитет по делам кинематографии (29 января 1929 — 13 февраля 1930)[9]
- Комитет обороны (1937—1941)
- Комитет промысловой кооперации и кустарной промышленности (1930—?)
- Комитет разгрузки (25 декабря 1941 — 12 мая 1942)
- Комитет по учету и распределению рабочей силы (30 июня 1941 — ? мая 1946)
- Финансовый комитет (1922—1923)

Советы
- Совет Труда и Обороны (1923—1937)
- Совет по машиностроению
- Совет по эвакуации

Управления
- Объединенное Государственное Политическое Управление СССР (ОГПУ, 18 сентября 1923 — 10 июля 1934)[12]
- Первое главное управление
- Центральное статистическое управление СССР (17 июля 1923 — 23 января 1930)[16]